# Vincent Praplan
Vincent Praplan (* 10. Juni 1994 in Siders) ist ein Schweizer Eishockeyspieler, der seit Juni 2022 beim Genève-Servette HC aus der Schweizer National League unter Vertrag steht und dort auf der Position des Centers spielt. Zuvor war Praplan bereits für den EHC Kloten und SC Bern in der Nationalliga aktiv.

## Karriere
Praplan spielte als Jugendlicher beim HC Sierre und EHC Visp. Mit 15 Jahren verliess der Unterwalliser seine Heimat und wechselte zum EHC Kloten, bei dem er Juniorennationalspieler wurde und im Laufe der Saison 2012/13 seine ersten Einsätze in der National League A (NLA) erhielt. Einen wichtigen Entwicklungsschritt tätigte er während der Saison 2013/14, die er beim kanadischen Juniorenteam North Bay Battalion in der Ontario Hockey League (OHL) verbracht hatte. Das Franchise hatte ihn beim CHL Import Draft 2013 in der zweiten Runde an Gesamtposition 92 ausgewählt.
Nach seiner Rückkehr aus Kanada reifte Praplan in Kloten zum Leistungsträger und Nationalspieler. Er verblieb insgesamt vier weitere Spielzeiten in Kloten. Im März 2018 unterzeichnete der Schweizer einen Einstiegsvertrag bei den San Jose Sharks aus der National Hockey League (NHL). Er kam für die Sharks in der NHL nicht zum Einsatz, stand aber in 27 Spielen für deren Ausbildungsmannschaft San Jose Barracuda in der American Hockey League (AHL) auf dem Eis, erzielte dabei vier Tore und zwölf Vorlagen. Im Februar 2019 wurde er von den Sharks zu den Florida Panthers transferiert, aber wiederum nur in der AHL bei den Springfield Thunderbirds eingesetzt.
Im Mai 2019 unterzeichnete Praplan einen Vierjahresvertrag beim SC Bern mit Laufzeit bis zum Saisonende 2022/23, womit sein einjähriges Engagement in Nordamerika endete. Zur Saison 2022/23 wechselte er mit einem Dreijahresvertrag zum Genève-Servette HC. Mit dem Klub gewann er im Frühjahr 2023 die Schweizer Meisterschaft und im Jahr darauf die Champions Hockey League.

### International
Für sein Heimatland kam der Stürmer erstmals in der U16-Nationalmannschaft zu Einsätzen. Dabei absolvierte er bis hin zur U20-Mannschaft das Eishockeyturnier des Europäischen Olympischen Winter-Jugendfestivals 2011, das Ivan Hlinka Memorial Tournament 2011 und die U20-Junioren-Weltmeisterschaft 2014. Beim Europäischen Olympischen Winter-Jugendfestival konnte er dabei die Bronzemedaille gewinnen.
In der Schweizer A-Nationalmannschaft debütierte Praplan beim Deutschland-Cup im November 2015. In der Folge absolvierte der Angreifer die Weltmeisterschaft 2017 und die Olympischen Winterspiele 2018 in Pyeongchang. Auch an den Weltmeisterschaften 2019 und 2021 nahm er teil.

## Erfolge und Auszeichnungen
- 2017 Schweizer Cupsieger mit dem EHC Kloten
- 2021 Schweizer Cupsieger mit dem SC Bern
- 2023 Schweizer Meister mit dem Genève-Servette HC
- 2024 Champions-Hockey-League-Gewinn mit dem Genève-Servette HC

### International
- 2011 Bronzemedaille beim Europäischen Olympischen Winter-Jugendfestival

## Karrierestatistik
Stand: Ende der Saison 2024/25

### International
Vertrat die Schweiz bei:
| - Europäisches Olympisches Winter-Jugendfestival 2011 - Ivan Hlinka Memorial Tournament 2011 - U20-Junioren-Weltmeisterschaft 2014 - Weltmeisterschaft 2017 | - Olympischen Winterspielen 2018 - Weltmeisterschaft 2019 - Weltmeisterschaft 2021 |

(Legende zur Spielerstatistik: Sp oder GP = absolvierte Spiele; T oder G = erzielte Tore; V oder A = erzielte Assists; Pkt oder Pts = erzielte Scorerpunkte; SM oder PIM = erhaltene Strafminuten; +/− = Plus/Minus-Bilanz; PP = erzielte Überzahltore; SH = erzielte Unterzahltore; GW = erzielte Siegtore; 1 Play-downs/Relegation; Kursiv: Statistik nicht vollständig)